# جيمي لوماس
جيمي لوماس (بالإنجليزية: Jamie Lomas)‏ هو لاعب كرة قدم بريطاني في مركز الوسط، ولد في 18 أكتوبر 1977 في تشيسترفيلد في المملكة المتحدة. لعب مع نادي تشيسترفيلد ونادي مانسفيلد تاون.

## وصلات خارجية
- جيمي لوماس على موقع Soccerbase.com (لاعب) (الإنجليزية)